# Rosy-Singers
Die Rosy-Singers waren eine deutsche Gesangsgruppe.
Sie wurde 1964 von Rosi Rohr gegründet und bestand neben ihr aus Angelika Metzger, dem Tenor John Wiseman sowie Susanne und Rolf Jage. Wiseman wurde später von Bernd Grigalat abgelöst. Der Manager der Band war Erich Rohr.

## Diskografie

### Alben
- Weltreise in Noten – BASF

Seite 1 – Weltreise in Noten: Cowboys Rancher und Indianer / Messer Lassos und rauchende Colts / Zu Gast bei Mac Intosh O’Connor und Smith
Seite 2 – Unterm Sternenbanner und dem Union Jack: Old Bily’s Saloon / Ale, Whisky and Irish Coffee / Alte Songs der Neuen Welt

### Singles
- Berlin bleibt doch Berlin, da kannste nischt dran ändern / Berlin bleibt doch Berlin, da kannste nischt dran ändern (instrumental) – Monopol
- Das lockt wie Gold mit weißem Hut / Sportpalastwalzer (Kapelle Otto Kermbach) – Privat BKB – 1972
- Der Stoff aus dem die Träume sind / Sanssouci – Ariola 12 352 AT – 1972
- Die Spieluhr-Serenade / Der Mai vergeht – Philips 345 722 PF
- Hawaii / Louie Louie – Philips 346 032 PF
- Mit Musik geht alles besser / Sing, Nachtigall sing / Haben Sie schon mal im Dunkeln geküsst? / Das Karussell – Marcato – 1968
- Oh, ich will betteln, ich will stehlen (Beg, steal or borrow) / Mehr und mehr (One by one) – Ariola 12 086 AT – 1972
- Schön bist du, Berlin, schon deine Lust ist Medizin / Schön bist du, Berlin, schon deine Lust ist Medizin (instrumental) – Monopol
- Unter Cowboys, Ranchern und Indianern / Mit Bongos und Maraccas – Monopol
- Was dir bleibt / Wenn die alte Linde wieder blüht – Philips 345 693 PF

## Fernsehauftritte (Auswahl)
- 1966 Rudi Carrell Show Folge 3 Bahnhof
- 1966 Ein Platz an der Sonne
- 1967 eigene ZDF-Personality-Show Melodien mit den Rosy-Singers (Durchbruch als selbständige Gruppe)
- 1967 Hallo, Paulchen!, Der goldene Schuß
- 1967/68 u. 1970 Deutsches Schlagerfestival
- 1967 Schlagerglobus,
- 1967 Schlagerpanoptikum,
- 1968/69/70 Meine Melodie
- 1968/69/70 Wenn Der Weiße Flieder……
- 1969/70 Paul’s Party
- 1969 Vergißmeinnicht
- 1970 Starparade[2]
- 1970 Zum Blauen Bock
- 1971 Dalli Dalli, 2 Sendungen
- 1972/75 Glücksspirale
- 1973 Baden-Badener Roulette
- 1974–1981 Gute Laune mit Musik, ungefähr 50 Sendungen für den Südwestfunk Baden-Baden,
- 1977/78 Auf Los geht’s los, 5 Sendungen
- 1976/77 An Hellen Tagen, 7 Sendungen mit Liedern aus fünf Jahrhunderten,
- 1979 Melodien der 20er u. 30er Jahre
- 1979 ARD-Vierteiler Was wären wir ohne uns[3][4]
- 1984 Ray Conniff – Musik für Millionen[5]

## Musikwettbewerbe
- 27. Februar 1971 Backgroundgesang für Katja Ebstein im Vorentscheid Ein Lied für Dublin (Vorentscheidung zum Grand Prix) und beim Grand Prix de la Chanson in Dublin 1971, 3. Platz
- 1972 Eurovision Song Contest in Edinburgh (Backgroundgesang für Vicky Leandros: 1. Platz und für Mary Roos: 3. Platz)
- 1976 Eurovision Song Contest in Den Haag (Backgroundgesang für Jürgen Marcus, der für Luxemburg antrat)